# 二草酸根合铜(II)酸钾
二草酸根合铜(II)酸钾是一种配位化合物，化学式为K2[Cu(C2O4)2]，存在无水物和水合物。它可由草酸钾和硫酸铜反应得到：
{\displaystyle {\ce {2 K2C2O4 * H2O + CuSO4 * 5H2O -> K2[Cu(C2O4)2] * 2H2O + K2SO4 + 4 H2O}}}
二水合物在105~110 °C失水，得到无水物。它在空气中于500 °C分解，生成碳酸钾、氧化铜和二氧化碳。